# Lo spleen di Parigi
Lo spleen di Parigi o Piccoli poemi in prosa è un'opera di Charles Baudelaire. I cinquanta pezzi che compongono l'opera sono stati scritti fra il 1855 ed il 1864. Una quarantina di essi furono pubblicati in diversi giornali dell'epoca, l'ultima decina venne pubblicata tra il 1867 e il 1869.
Il titolo originale Petits poèmes en prose è sovente seguito dal sottotitolo Le spleen de Paris, da quando il 7 febbraio 1864, il quotidiano francese Le Figaro, pubblica quattro racconti della raccolta intitolandoli Le spleen de Paris. Quest'ultimo, infatti, è il primo titolo scelto dal poeta, ma fu rifiutato dell'editore che riteneva più opportuno il titolo "Petits Poèmes en prose".
Tuttavia, in Italia, differenti edizioni hanno riportato talvolta la traduzione del secondo, talvolta di entrambi i titoli.
I poemetti non hanno un particolare ordine, sono provocatori e sondano sentimenti, abitudini e personaggi della Parigi di quel secolo. 
Baudelaire ha detto del suo lavoro: "Questi sono i nuovi  fiori del male, ma con più libertà, molti più dettagli, e molta più satira" ( Ch. Baudelaire, Lettera a Troubat, Parigi, 1866.).
(C. Baudelaire, Lo Spleen di Parigi.)

## Edizioni italiane
- Lo spleen di Parigi e altre traduzioni da Baudelaire, Milano, Garzanti, 1947.
- Lo spleen di Parigi. Poemetti in prosa, traduzione di Piero Bianconi, Collana BUR n.906-907, Milano, Rizzoli, 1955.
- Poemetti in prosa: lo spleen di Parigi, a cura di Claudio Rendina, Roma, Newton Compton, 1979.
- Lo spleen di Parigi, traduzione di Vivian Lamarque, Milano, SE, 1989.
- Piccoli Poemi in prosa, traduzione di Nicola Muschitiello, Rizzoli, Milano 1990.
- Lo Spleen di Parigi, a cura di Bruno Nacci, Milano, Mursia, 1990.
- Lo spleen di Parigi. Piccoli poemi in prosa, Traduzione e cura di Franco Rella, Collana Universale Economica, Milano, Feltrinelli, 1992.
- Lo spleen di Parigi. Piccoli poemetti in prosa, a cura di Giuseppe Montesano, Collana Oscar Classici n.236, Milano, Mondadori, 1992.
- Lo spleen di Parigi, traduzione di Alfonso Berardinelli, Collana I Grandi Libri, Milano, Garzanti, 1995.
- Lo Spleen di Parigi, traduzione di Gianni D'Elia, Collana Scrittori tradotti da scrittori, Torino, Einaudi, 1997.
- Lo spleen di Parigi, Presentazione e trad. di Sergio Cigada, Milano, Sugarco, 1999.
- Spleen parigino. Prose poetiche, a cura di A. Ariemma, prefazione di Tito Baldini, Magi Edizioni, 2013.